# Сен-Мартен-д’Оксиньи (кантон)
Сен-Марте́н-д’Оксиньи́ (фр. Saint-Martin-d'Auxigny) — кантон во Франции, находится в регионе Центр, департамент Шер. Входит в состав округа Бурж.
Код INSEE кантона — 1823. Всего в кантон Сен-Мартен-д’Оксиньи входят 11 коммун, из них главной коммуной является Сен-Мартен-д’Оксиньи.

## Коммуны кантона
| Коммуна              | Население, чел. (1999) | Почтовый индекс | Код INSEE |
| -------------------- | ---------------------- | --------------- | --------- |
| Аллоньи              | 896                    | 18110           | 18004     |
| Васле                | 1 095                  | 18110           | 18271     |
| Винью-су-лез-Экс     | 657                    | 18110           | 18280     |
| Кантийи              | 442                    | 18110           | 18189     |
| Менту-Салон          | 1 661                  | 18110           | 18145     |
| Пиньи                | 715                    | 18110           | 18179     |
| Сен-Жорж-сюр-Мулон   | 667                    | 18110           | 18211     |
| Сен-Мартен-д’Оксиньи | 2 018                  | 18110           | 18223     |
| Сен-Пале             | 609                    | 18110           | 18229     |
| Сент-Элуа-де-Жи      | 1 382                  | 18110           | 18206     |
| Фюсси                | 1 951                  | 18110           | 18097     |

## Население
Население кантона на 1999 год составляло 12 093 человека.
| 1962  | 1968  | 1975  | 1982  | 1990   | 1999   | 2006 | 2007 |
| ----- | ----- | ----- | ----- | ------ | ------ | ---- | ---- |
| 7 120 | 7 650 | 8 154 | 9 987 | 11 726 | 12 093 | -    | -    |